# شانگزایو
شانگزایو (به لاتین: Shangzayü) یک شهرک در جمهوری خلق چین است که در Zayü County واقع شده‌است. شانگزایو ۳٬۰۰۲ نفر جمعیت دارد و ۱٬۹۲۷ متر بالاتر از سطح دریا واقع شده‌است.